# Жулвін (Стшелецько-Дрезденецький повіт)
Жулвін (пол. Żółwin) — село в Польщі, у гміні Звежин Стшелецько-Дрезденецького повіту Любуського воєводства.
Населення — 201 особа (2011).
У 1975-1998 роках село належало до Гожовського воєводства.

## Демографія
Демографічна структура станом на 31 березня 2011 року:
|          | Загалом | Допрацездатний вік | Працездатний вік | Постпрацездатний вік |
| -------- | ------- | ------------------ | ---------------- | -------------------- |
| Чоловіки | 106     | 29                 | 67               | 10                   |
| Жінки    | 95      | 25                 | 49               | 21                   |
| Разом    | 201     | 54                 | 116              | 31                   |